# Ayuntamiento de Águilas
El Ayuntamiento de Águilas es el órgano encargado del gobierno y administración del municipio de Águilas, situado en la Región de Murcia, España. Está presidido por el alcalde. En 2023 ocupa dicho cargo María del Carmen Moreno Pérez, del PSRM-PSOE.

## Alcaldes
| Periodo   | Nombre                                                               | Partido                                                          |
| --------- | -------------------------------------------------------------------- | ---------------------------------------------------------------- |
| 1979-1983 | Cristóbal Ruiz                                                       | Partido Socialista de la Región de Murcia (PSRM-PSOE)            |
| 1983-1987 | Manuel Carrasco                                                      | Partido Socialista de la Región de Murcia (PSRM-PSOE)            |
| 1987-1991 | Manuel Carrasco                                                      | Partido Socialista de la Región de Murcia (PSRM-PSOE)            |
| 1991-1995 | Manuel Carrasco                                                      | Partido Socialista de la Región de Murcia (PSRM-PSOE)            |
| 1995-1999 | Alfonso García Zapata (1995-1995) Francisco López García (1995-1999) | Movimiento Independiente Renovador Aguileño (MIRA) Independiente |
| 1999-2003 | Juan Ramírez Soto                                                    | Partido Popular de la Región de Murcia (PP)                      |
| 2003-2007 | Juan Ramírez Soto                                                    | Partido Popular de la Región de Murcia (PP)                      |
| 2007-2011 | Juan Ramírez Soto                                                    | Partido Popular de la Región de Murcia (PP)                      |
| 2011-2015 | Bartolomé Hernández Giménez                                          | Partido Popular de la Región de Murcia (PP)                      |
| 2015-2019 | María del Carmen Moreno Pérez                                        | Partido Socialista de la Región de Murcia (PSRM-PSOE)            |
| 2019-2023 | María del Carmen Moreno Pérez                                        | Partido Socialista de la Región de Murcia (PSRM-PSOE)            |
| 2023-act. | María del Carmen Moreno Pérez                                        | Partido Socialista de la Región de Murcia (PSRM-PSOE)            |

## Pleno
| Partido político | Partido político                                                                                   | 1979   | 1983   | 1987   | 1991   | 1995   | 1999   | 2003   | 2007   | 2011   | 2015   | 2019   | 2023   |
| Partido político | Partido político                                                                                   | Ediles | Ediles | Ediles | Ediles | Ediles | Ediles | Ediles | Ediles | Ediles | Ediles | Ediles | Ediles |
|                  | Partido Socialista de la Región de Murcia (PSRM-PSOE)                                              | 9      | 18     | 16     | 13     | 6      | 4      | 7      | 6      | 7      | 10     | 13     | 11     |
|                  | Partido Popular de la Región de Murcia (PP)-Alianza Popular (AP)                                   | —      | 3      | 3      | 5      | 6      | 7      | 9      | 10     | 12     | 9      | 6      | 7      |
|                  | Vox                                                                                                | —      | —      | —      | —      | —      | —      | —      | —      | —      | —      | 1      | 3      |
|                  | Partido Comunista de España (PCE)-Izquierda Unida (IU)                                             | 4      | 0      | 2      | 3      | 3      | 2      | 2      | 2      | 1      | 1      | 0      | 0      |
|                  | Ciudadanos (CS)                                                                                    | —      | —      | —      | —      | —      | —      | —      | —      | —      | —      | 1      | —      |
|                  | Podemos-Águilas Puede                                                                              | —      | —      | —      | —      | —      | —      | —      | —      | —      | 1      | 0      | IU     |
|                  | Confederación Española de Independientes (CEDI)-Movimiento Independiente Renovador Aguileño (MIRA) | —      | —      | —      | —      | 6      | 6      | 3      | —      | —      | —      | —      | —      |
|                  | Movimiento Aguileño Socialdemócrata (MASd)                                                         | —      | —      | —      | —      | —      | —      | —      | 3      | 1      | —      | —      | —      |
|                  | Unión de Centro Aguileño de Progreso (UDCAP)                                                       | —      | —      | —      | —      | —      | 1      | —      | —      | —      | —      | —      | —      |
|                  | Partido Democrático Independiente Aguileño (PDIA)                                                  | —      | —      | —      | —      | —      | 1      | —      | —      | —      | —      | —      | —      |
|                  | Unión de Centro Democrático (UCD)-Centro Democrático y Social (CDS)                                | 8      | —      | —      | 0      | —      | —      | —      | —      | —      | —      | —      | —      |

## Resultados electorales históricos
| Partido político                                      | 2023        | 2023        | 2023        | 2019  | 2019  | 2019       | 2015  | 2015  | 2015       | 2011  | 2011  | 2011       | 2007  | 2007  | 2007       |
| Partido político                                      | Votos       | %           | Concejales  | Votos | %     | Concejales | Votos | %     | Concejales | Votos | %     | Concejales | Votos | %     | Concejales |
| Partido Socialista de la Región de Murcia (PSRM-PSOE) | 8092        | 48,44       | 11          | 8282  | 54,50 | 13         | 6383  | 41,97 | 10         | 5154  | 31,55 | 7          | 3890  | 24,83 | 6          |
| Partido Popular de la Región de Murcia (PP)           | 5392        | 32,27       | 7           | 4061  | 26,72 | 6          | 6033  | 39,67 | 9          | 8116  | 49,69 | 12         | 6899  | 44,03 | 10         |
| Vox                                                   | 2354        | 14,09       | 3           | 903   | 5,94  | 1          | —     | —     | —          | —     | —     | —          | —     | —     | —          |
| Podemos-Águilas Puede                                 | 718         | 4,29        | 0           | 444   | 2,92  | 0          | 1102  | 7,25  | 1          | —     | —     | —          | —     | —     | —          |
| Izquierda Unida (IU)                                  | Con Podemos | Con Podemos | Con Podemos | 581   | 3,82  | 0          | 777   | 5,11  | 1          | 1171  | 7,17  | 1          | 1896  | 12,1  | 2          |
| Ciudadanos (CS)                                       | —           | —           | —           | 809   | 5,32  | 1          | 705   | 4,64  | 0          | —     | —     | —          | —     | —     | —          |
| Movimiento Aguileño Socialdemócrata (MASd)            | —           | —           | —           | —     | —     | —          | —     | —     | —          | 944   | 5,78  | 1          | 2539  | 16,2  | 3          |

## Evolución de la deuda viva municipal
El concepto de deuda viva contempla sólo las deudas con cajas y bancos relativas a créditos financieros, valores de renta fija y préstamos o créditos transferidos a terceros, excluyéndose, por tanto, la deuda comercial.
| Gráfica de evolución de la deuda viva del Ayuntamiento entre 2008 y 2023             |
|                                                                                      |
| Deuda viva del Ayuntamiento en miles de euros según datos del Ministerio de Hacienda |